# فرودگاه تیزدیل
فرودگاه تیزدیل (به انگلیسی: Tisdale Airport) یک فرودگاه همگانی با کد یاتا YTT است که یک باند فرود چمن دارد و طول باند آن ۶۷۱ متر است. این فرودگاه در کشور کانادا قرار دارد و در ارتفاع ۴۶۵ متری از سطح دریا واقع شده است.